# ドゥラスノ
ドゥラスノ（Durazno）はウルグアイ中部に位置する都市。ドゥラスノ県の県都。
ネグロ川の支流であるジ川が流れている。

## 外部リンク

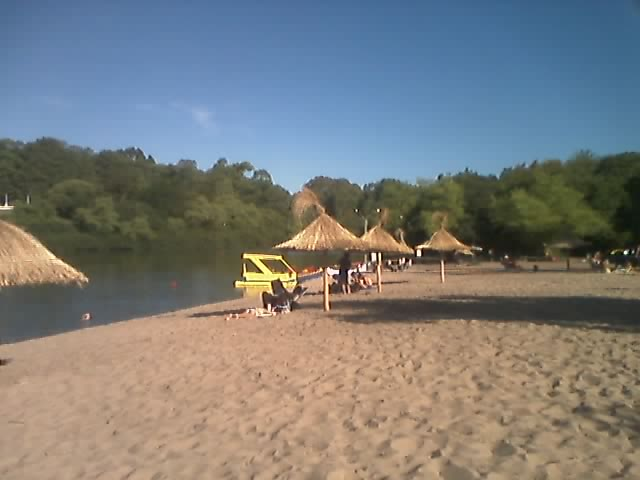
プラジャ・エル・サウサル